# 透明シェルター
『透明シェルター』（とうめいシェルター）は、2004年11月25日に発売されたkukuiの1枚目のシングル。販売元はジェネオンエンタテインメント。規格番号：LHCM-1003

## 概要
- 本シングルは、kukuiのファーストシングルであるが、リリース時点では「refio+霜月はるか」名義であった。kukuiとして活動する契機となったシングルでもある。
- 1トラック目の「透明シェルター」はTVアニメ『ローゼンメイデン』のエンディングテーマである。2007年10月24日に発売されたkukuiのベストアルバム『箱庭ノート』には、同曲をkukui名義で新たにアレンジしたバージョンが収録されている。また2009年1月9日にMellowHeadより発売された『Rozen Maiden Piano Sound Album』には、Piano Sound Album Version　が収録されている。
- ジャケットでは『ローゼンメイデン』のキャラクターである、真紅がくんくんを抱いている。

## 収録曲
1. 透明シェルター
作詞：myu 作曲：myu 編曲：refio （4分05秒）
2. はちみつ
作詞：あべかずひろ 作曲:myu 編曲：refio （4分06秒）
3. モノクロセカイ
作詞：霜月はるか 作曲:myu 編曲：refio （3分30秒）
4. 透明シェルター (OFF VOCAL)
作詞：myu 作曲:myu 編曲：refio （4分05秒）